# Estadio Dieciocho de Junio
El estadio Dieciocho de Junio es un escenario deportivo para la práctica del béisbol ubicado en la ciudad de Montería, departamento de Córdoba, en el norte de Colombia. Es sede del equipo profesional Vaqueros de Montería, uno de los cuatro equipos asociados a la Liga Colombiana de Béisbol Profesional. Tiene capacidad para aproximadamente 11 000 y posee grama o pasto natural, es uno de los estadios de béisbol más grande de la costa Caribe.
Fue construido por orden del presidente Gustavo Rojas Pinilla en 1955 e inaugurado en el año 1956.
Su nombre originalmente era estadio 13 de junio en honor a la fecha en que Rojas Pinilla tomó posesión de la presidencia del país, aunque oficialmente se llama Rafael Dickson Rivas quien fue un joven pelotero que murió accidentalmente al caerse de un vehículo cuando se transportaba con su equipo a jugar un partido de béisbol. Años más tarde le fue cambiado el nombre por Dieciocho de Junio, en conmemoración de la fecha de inauguración del departamento de Córdoba el 18 de junio de 1952.
Con motivo de los Juegos Nacionales del 2012 realizados en Córdoba, Norte de Santander y Cauca entre el 3 y el 17 de noviembre de 2012, el estadio Dieciocho de Junio fue demolido y reconstruido nuevamente. Por este motivo el equipo Leones de Montería jugó la temporada 2011-2012 de la Liga Colombiana de Béisbol Profesional en el Estadio Once de Noviembre de Cartagena
En 2014 fue sede de la segunda edición de la Serie Latinoamericana, evento ganado por Tigres de Cartagena.
En 2018 junto con Barranquilla es sede de la Copa Mundial de Béisbol Sub-23 de 2018 donde recibió al Grupo B compuesto por la Selecciones de Corea, Australia, Venezuela, República Dominicana, República Checa y Puerto Rico.
Además, ha acogido a grandes de la música como Carlos Vives y Ana Gabriel.